# Dolomedes upembensis
Dolomedes upembensis là một loài nhện trong họ Pisauridae.
Loài này thuộc chi Dolomedes. Dolomedes upembensis được Carl Friedrich Roewer miêu tả năm 1955.